# Jean Cousin der Ältere
Jean Cousin (* um 1490 in Soucy bei Sens; † um 1560 in Paris) war ein französischer Maler und Graphiker.

## Leben
Jean Cousin, geboren um 1490 in Soucy bei Sens, begann seine Laufbahn in seiner Heimatstadt. Er wurde bei Jean Hympe und Grassot zum Glasmaler ausgebildet. Im Jahr 1530 beendete er die Arbeiten an den Glasfenstern der Kathedrale von Sens, die die Legende des heiligen Eutropius darstellen. Er entwarf auch Fenster für Schlösser rund um Sens.
Um 1540 zog Jean Cousin nach Paris, wo er seine Laufbahn als Glasmaler fortsetzte. Er schuf auch Vorlagen für Tapisserien und malte Ölbilder. Jean Cousin ist auch bekannt als Graphiker und Buchillustrator.
Jean Cousin der Ältere genoss zu seinen Lebzeiten einen internationalen Ruf und zählt zu den wichtigsten Vertretern der französischen Renaissancemalerei. Sein Sohn Jean Cousin der Jüngere war ebenfalls als Maler, Bildhauer und Graphiker tätig.

## Werke (Auswahl)

### Zeichnungen und Gemälde

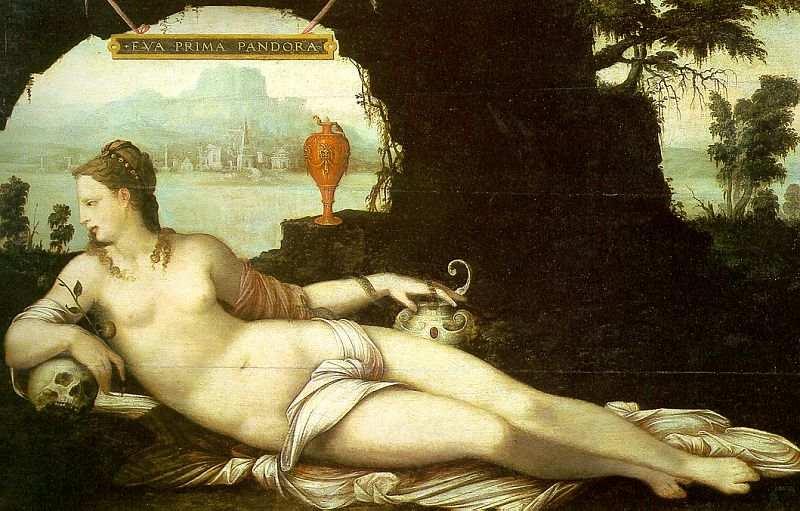
Eva Prima Pandora, Louvre, Paris

- 1541: Vorlagen für 8 Teppiche zur Geschichte der heiligen Genoveva von Paris
- 1543: Vorlagen für 8 Teppiche zum Leben des heiligen Mamas
- 1543: Buchillustrationen Orus Apollo
- 1549: Eva Prima Pandora, Louvre, Paris
- 1556: Buchillustrationen Livre des coutumes des Sens

### Skulpturen
- 1542–1544: Modelle für die Skulpturen der Chorschranke der Kathedrale von Chartres
- 1556: Liegefigur für das Grabmal von Philippe Chabot, heute im Louvre[1]
- 1560/72: Figur mit Fackel für das Grabmal von Philippe Chabot, heute im Louvre[2]

### Bleiglasfenster
- vor 1530: Fenster in zwei Kapellen der Kathedrale von Sens
- 1540–1550: Karton für das rechte Chorfenster (Fenster 2) mit der Darstellung der Opferung Isaaks in der Pfarrkirche St-Pierre in Montfort-l’Amaury (Zuschreibung)
- 1540–1550: Karton für das Fenster 12 mit der Darstellung der drei Versuchungen Jesu in der Pfarrkirche St-Pierre in Montfort-l’Amaury (Zuschreibung)
- 1545: Entwurf für das Kreuzigungsfenster in der Passionskapelle der Kathedrale von Pontoise (Zuschreibung)

## Schriften
- Livre de perspective. Le Rojer, Paris 1560 (theoretisches Werk zur Perspektivenlehre, Digitalisat).